# Johan Kastriota den yngre
Johan Kastriota (på albanska Gjon Kastrioti; på italienska Giovanni Castriota), född 1456, död den 2 augusti 1514, var en albansk furste. Han var den son till Skanderbeg som efter dennes död 1468 tog över befälet över den albanska gerillan, Lezhaligan. På grund av Kastriotas ringa ålder kom Lekë Dukagjini först att bli dennes förmyndare. År 1474 gav Kastriota upp sin suveränitet till Republiken Venedig eftersom han inte kunnat försvara sitt furstendöme mot Osmanska riket, som år 1479 lyckades erövra större delen av Albanien (utom Durrës), inklusive Kruja och Shkodra. År 1481 inledde Kastriota ett försök att driva ut osmanerna, och höll ett område mellan Kruja i norr och Vlora i söder, men tvingades slutligen att fly till Italien år 1484.